# Populacje gwiazdowe
Idea populacji gwiazdowych powstała, gdy odpowiednio dobra zdolność rozdzielcza obserwacji galaktyki M31 pozwoliła Walterowi Baademu w 1944 roku na wyróżnienie w tej galaktyce dwóch odrębnych populacji gwiazd. Dysk galaktyki M31 na diagramie Hertzsprunga-Russella przypominał gromady otwarte, natomiast jej zgrubienie centralne na tym diagramie przypominało gromady kuliste. Te dwa typy gwiazd zyskały miano gwiazd populacji I i gwiazd populacji II.
Choć w galaktykach istnieją gwiazdy typów pośrednich, to jednak pojęcie populacji gwiazdowych okazało się wygodne, a także bardzo uzasadnione z punktu widzenia ewolucji gwiazd.
Obecnie wyróżniamy trzy zasadnicze populacje gwiazdowe, różniące się rozkładem przestrzennym, wiekiem oraz metalicznością.

## Gwiazdy I populacji
Populacja gwiazd młodych, uformowanych stosunkowo późno - po uformowaniu się galaktyki. Charakteryzują się wysoką zawartością pierwiastków ciężkich (metalicznych). Gwiazdy takie są powszechne w ramionach spiralnych Mlecznej Drogi, występują też w innych galaktykach, w szczególności w obszarach intensywnego formowania gwiazd. Wokół takich gwiazd powinno następować stosunkowo często formowanie się układów planetarnych.
Leżą w ciągu głównym diagramu Hertzsprunga-Russella.
Gwiazdą I populacji jest Słońce.

## Gwiazdy II populacji
Populacja gwiazd starych, o stosunkowo małej metaliczności (podkarły). W Drodze Mlecznej występują przede wszystkim w zgrubieniu centralnym oraz w halo Galaktyki. Wiek takich gwiazd jest niewiele mniejszy od wieku Wszechświata.

## Gwiazdy III populacji
Hipotetyczna populacja najstarszych gwiazd, które mogły powstawać przed uformowaniem się galaktyk. Były to gwiazdy, których pierwotny skład odpowiadał proporcji pierwiastków występujących po pierwotnej nukleosyntezie – gwiazdy takie zbudowane były niemal wyłącznie z wodoru i helu (z niewielkim dodatkiem litu), czyli miały niemal zerową metaliczność.
Według symulacji komputerowych, pierwsze gwiazdy mogły powstać w tzw. halo zimnej ciemnej materii, gdy wiek Wszechświata określony przesunięciem ku czerwieni wynosił około z ~ 20-30. Gwiazdy te mogły mieć masy większe niż 100 mas Słońca. Gwiazdy populacji III były następnie źródłami silnej emisji promieniowania ultrafioletowego, które mogło spowodować fotodysocjację obłoków neutralnego wodoru i powstrzymać dalsze formowanie się tych gwiazd. Wybuchy supernowych gwiazd populacji III przyczyniły się do wzbogacenia otaczającego ośrodka w pierwiastki ciężkie i umożliwiły proces formowania się gwiazd o mniejszych masach, należących już do populacji II. Promieniowanie gwiazd populacji III odegrało również prawdopodobnie dużą rolę w powtórnej jonizacji materii ośrodka międzygalaktycznego.
Gwiazdy populacji III, jako bardzo masywne, ewoluowały bardzo szybko, a ich czas życia wynosił około miliona lat. Z tego powodu nie obserwuje się ich obecnie w naszej Galaktyce. Jedną z najstarszych znanych gwiazd jest SMSS J031300.36-670839.3, która powstała z materiału z pojedynczego wybuchu supernowej. Prawdopodobnie gwiazda ta powstała podczas okresu przejściowego między epoką gwiazd populacji III i populacji II.
Kosmiczny Teleskop Jamesa Webba i inne misje kosmiczne w dalekiej podczerwieni mają pomóc w wyjaśnieniu natury gwiazd populacji III.